# サークル詐称HP差別事件
サークル詐称HP差別事件（サークルさしょうホームページさべつじけん）とは、2001年に虚偽の「法政大学ジャーナリズム研究会」の名義で部落差別をするウェブページが作成された事件。
2001年8月頃に、「2001年夏 被差別部落を歩く」という名のウェブサイトが公開された。その内容は、東京の大学生が同年8月に夏休みを利用して関西の被差別部落を歩き、人権問題に関する更なる理解を深めるというストーリーで、作者は法政大学ジャーナリズム研究会の西成祐助と名乗っていた。
ところが実際は法政大学ジャーナリズム研究会とは全くの無関係であることが判明した上に、サイトの内容も単に被差別部落とその周辺の地域について、写真と面白おかしい文章によって侮蔑をしたり笑いにしたりする内容のものであった。
法政大学の広報によれば、このサイトは団体名・個人名ともに詐称であることを認めて、2001年12月に自ら閉鎖した。しかしその後も検索エンジンによって閲覧可能であったため、法政大学は2002年6月27日付で抗議文をサイトが置かれたプロバイダへ送付。数日後にこのサイトは削除されて、現在では閲覧不能となっている。
2002年7月18日、法政大学は一連の出来事について声明をだした。